# 李子弋
李子弋（1926年10月—2016年2月18日），道號維生，生於中國上海，祖籍江蘇武進，台灣記者、政治學者、宗教人物，專長於國際關係，曾任教於淡江大學國際事務與戰略研究所。曾為台灣極忠文教基金會董事長、中華宗教研究社理事長、中華民國和平協進會理事長。
父親李玉階，曾任天帝教駐人間首任首席使者。李子弋在父親過世後，接掌天帝教第二任首席使者。

## 生平
其父李玉階，李子弋家中排行老大，下面有三個弟弟：李子堅、李子達、李子繼。其弟李子達（李行）為著名導演。
其父曾為孫傳芳下屬。在其父主管松滬等地財政時，李子弋於上海出生。其父後出任宋子文機要祕書，後赴陝西、甘肅等地任職，李子弋也隨其家人至西安生活。1937年，李玉階放棄官職，攜家至華山修道。
李玉階熟識國民黨多位將軍，如胡宗南、蔣緯國等人。1946年，舉家隨國民黨軍隊撤退來台灣，在台灣經營《自立晚報》。
李子弋畢業後，至《自立晚報》擔任記者，逐步升遷至總編輯。李玉階主張「無黨無派，獨立經營」，因政治因素，被迫將《自立晚報》出售，李子弋轉而至淡江大學任教，教授國際關係。李玉階也復興天帝教。1982年，在李子弋推動下，淡江大學成立國際事務與戰略研究所。
李子弋從1989年帶領學術團隊與大陸進行交流至生前未曾中斷。
1994年，李玉階過世。李子弋以樞機使者之位，任天帝教第二任首席使者，1997年2月1日，接掌天帝教。
李子弋以學術研究之便，前往中華人民共和國各地參訪，參與孫子兵法研討會等學術活動，並傳播天帝教，結識喬石等中國共產黨內重要官員。他也因此成為國民黨內重要的兩岸關係智囊學者，在李登輝執政時期成為李登輝政府與中國共產黨進行私下交換意見的管道之一。
2007年，卸任天帝教首席使者一職，全力投入宗教與和平協進會，目標落實兩岸和平。
2016年2月18日，於台北榮民總醫院因肺炎過世，享壽89歲，遺囑叮嚀要海葬，以「維護台海和平」。